# 夏井川
夏井川（なついがわ）は、福島県南東部の阿武隈高地を流れ下り太平洋に注ぐ二級河川。夏井川水系の本流である。

## 地理
福島県田村市・双葉郡川内村との境に位置する大滝根山に源を発し南東に流れ、いわき市平藤間にて太平洋に注ぐ。かつては上流、下流両地域に河川名と同じ名称の夏井村が存在していたが、下流地域の石城郡夏井村は平市（現いわき市平地区）への編入合併により消滅し、上流地域の田村郡夏井村は合併により小野町となり、消滅した。なお、下流地域の夏井村は住所表記上からも完全に消滅し、地区名として夏井地区と呼称されるだけとなっている。

### 支流
支流の各ページも参照の事
- 梵天川
- 右支夏井川
  - 車川
  - 黒森川
  - 大倉川
- 十石川
  - 九竜滝川
- 門八川
- 三阪川
  - 綱木川
  - 古事又川
  - 向川
  - 梅田川
  - 赤坂川
  - 櫛引川
- 宇根尻沢
- ナゴネ沢
- 鹿又川
- 中川
- 江田川
- 下江田川
- 銅屋場川
- 加路川
- 下田川
- 荒神川
  - 久保川
- 小玉川
  - 道添川
  - 熊野川
  - 山王川
  - 高戸川
  - 永井坂川
  - 火沢川
  - 大堀川
  - 明神平川
  - 中根沢
- 相川
- 真似井川
- 茨原川
  - 常住川
- 小谷作川
- 山王田川
- 新田川
  - 浦沢川
- 好間川
- 新川
  - 銅景沢
  - 平石沢
  - 高野川
  - 広菅沢
  - 白水沢
    - バラ立沢
    - 五中沢

  - 滑津沢
  - 栃窪沢
  - 宮川
    - 金坂川
    - 竹之内沢
    - 峰根川
      - 観音沢

    - 平太郎沢
    - 鬼ヶ沢川
      - 鬼ヶ沢

  - 御台川
- 仁井田川（下流部の一部の別称：横川）
  - 片倉川
  - 上岡川
  - 桧川
  - 高倉川
  - 袖玉山川
  - 白岩川
  - 古川
  - 原高野川
    - 赤沼川
      - 作田川
      - 矢田ノ目川
      - 三夜川
- 藤間川
  - 高畑川

## 流域の自治体
福島県
田村市、田村郡小野町、いわき市

## 災害
- 2019年10月12日-13日 - 令和元年東日本台風（台風19号）による豪雨により水位が上昇。いわき市小川町関場などで堤防が決壊して氾濫が生じた。
- 2019年10月25日 - 集中豪雨により水位が上昇。同月に東日本台風の災害で決壊し、応急復旧工事が行われていた箇所が再度決壊して氾濫。いわき市は災害発生情報（警戒レベル5）を発令した[1]。

## 並行する交通
いわき市北西部から中通りに至る交通が確保されている。

### 鉄道
- 磐越東線

### 道路
- 福島県道41号小野四倉線
- 国道399号

## 流域の観光地
- 夏井千本桜 : 小野町内の桜の名所。堤防上に桜並木が延々と連なる。磐越自動車道の車窓からも見られる。
- 夏井川渓谷 : 小野町・いわき市との境では流れが急峻となり、15kmに渡り渓谷を形作る。

## 夏井川水系の河川施設

### 河川施設一覧
| 一次 支川 （本川） | 二次 支川 | 三次 支川 | ダム名     | 堤高 (m) | 総貯水 容量 （千m3） | 型式               | 事業者 | 備考 位置 |
| ------------------ | --------- | --------- | ---------- | -------- | -------------------- | ------------------ | ------ | --------- |
| 黒森川             | －        | －        | こまちダム | 37.0     | 772                  | 重力式コンクリート | 福島県 |           |
| 小玉川             | －        | －        | 小玉ダム   | 102      | 13,930               | 重力式コンクリート | 福島県 |           |

### 夏井川のダム画像

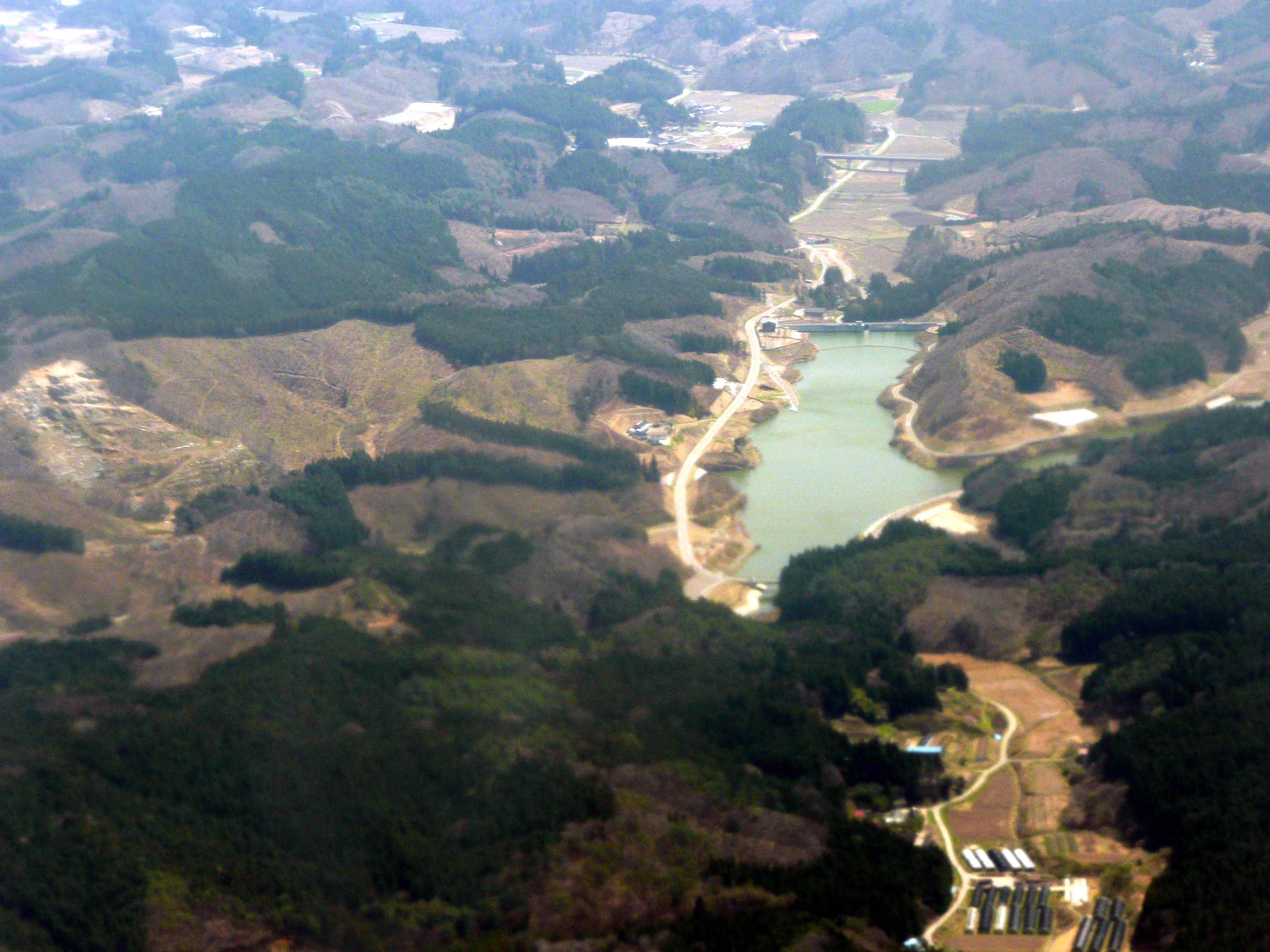
こまちダム湖
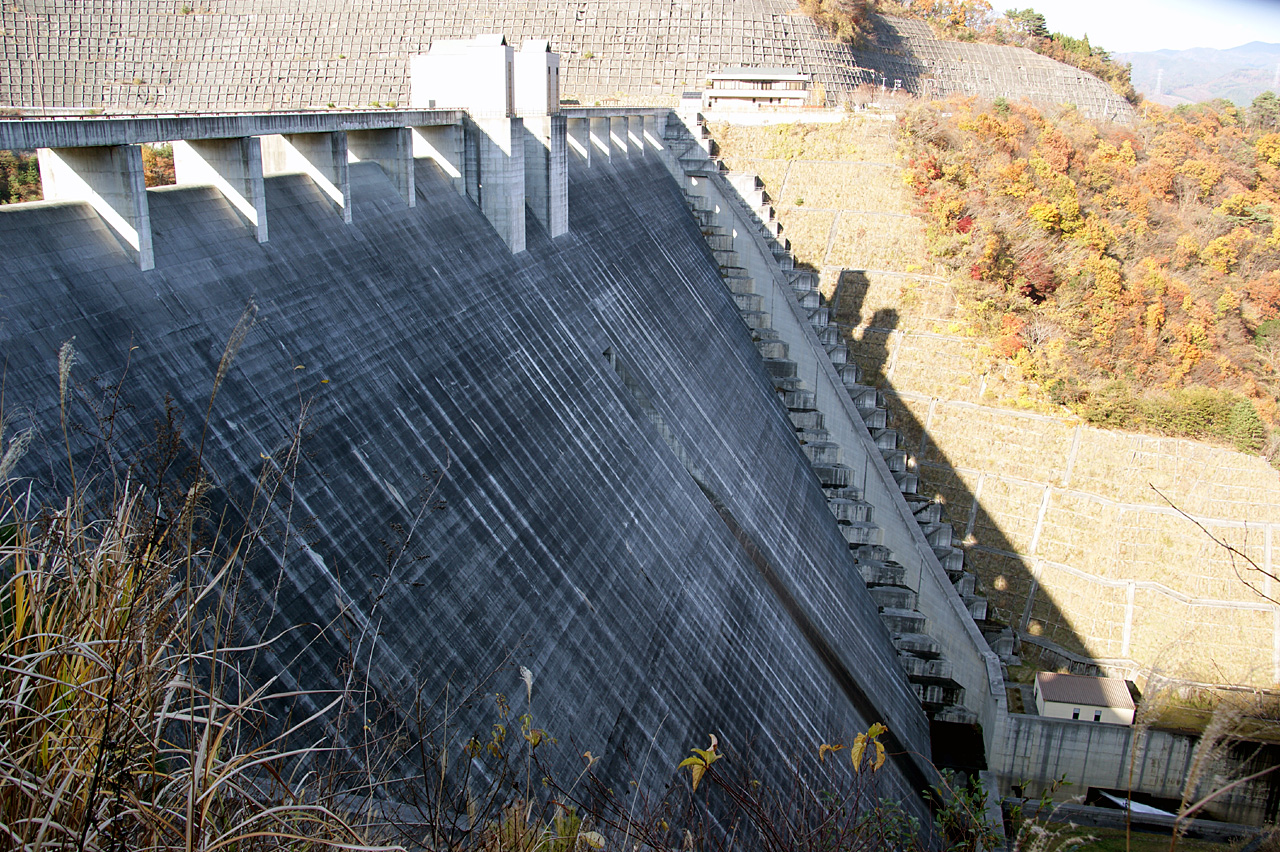
小玉ダム

### 発電所一覧
- 発電所名をクリックすると発電所位置の地図が表示されます。

| 発電所名   | 河川名 （水系）  | ダム式 /水路式 | 運用開始年         | 最大出力 （kW） | 有効落差 /水量 | 所在地         | 事業者   | 備考 |
| ---------- | ---------------- | -------------- | ------------------ | --------------- | -------------- | -------------- | -------- | ---- |
| 夏井川第一 | 夏井川           | 水路           | 1916年（大正5年）  | 3,700           | －             | 福島県いわき市 | 東北電力 |      |
| 夏井川第二 | 夏井川           | 水路           | 1920年（大正9年）  | 3,200           | －             | 福島県いわき市 | 東北電力 |      |
| 夏井川第三 | 夏井川           | 水路           | 1931年（昭和6年）  | 3,250           | －             | 福島県いわき市 | 東北電力 |      |
| 川前       | 夏井川           | 水路           | 1916年（大正5年）  | 1,275           | －             | 福島県いわき市 | 東北電力 |      |
| 塩田       | 夏井川           | 水路           | 1927年（昭和2年）  | 710             | －             | 福島県いわき市 | 東北電力 |      |
| 鹿又川     | 鹿又川（夏井川） | 水路           | －                 | －              | －             | 福島県いわき市 | 東北電力 |      |
| 小玉川第一 | 小玉川（夏井川） | 水路           | 1931年（昭和6年）  | 3,250           | －             | 福島県いわき市 | 東北電力 |      |
| 小玉川第二 | 小玉川（夏井川） | 水路           | 1935年（昭和10年） | 2,920           | －             | 福島県いわき市 | 東北電力 |      |

- 出典・参考リンク
  - 東北電力発電所名リスト1
  - 東北電力発電所名リスト2
  - 東北電力発電所名リスト3

### 夏井川水系の水力発電所画像

perrow=
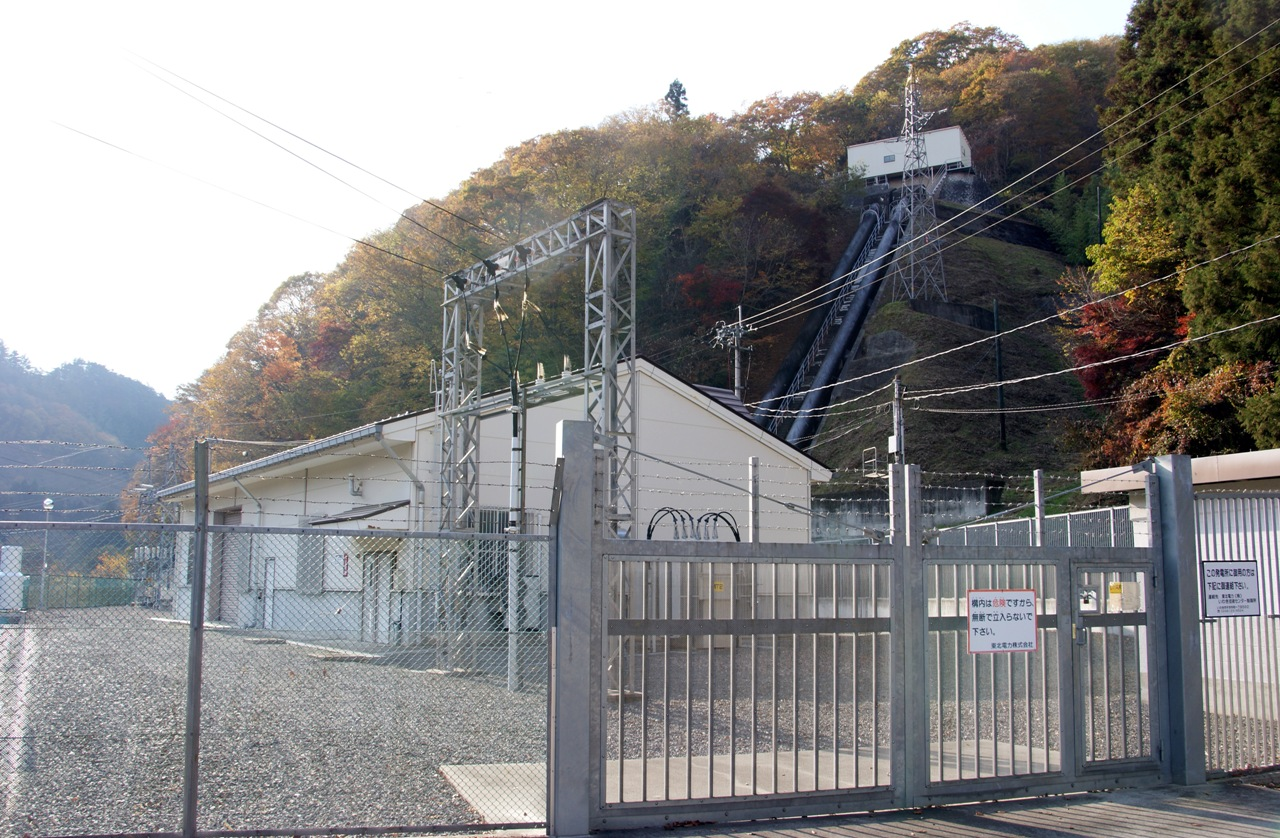
川前発電所（いわき市）
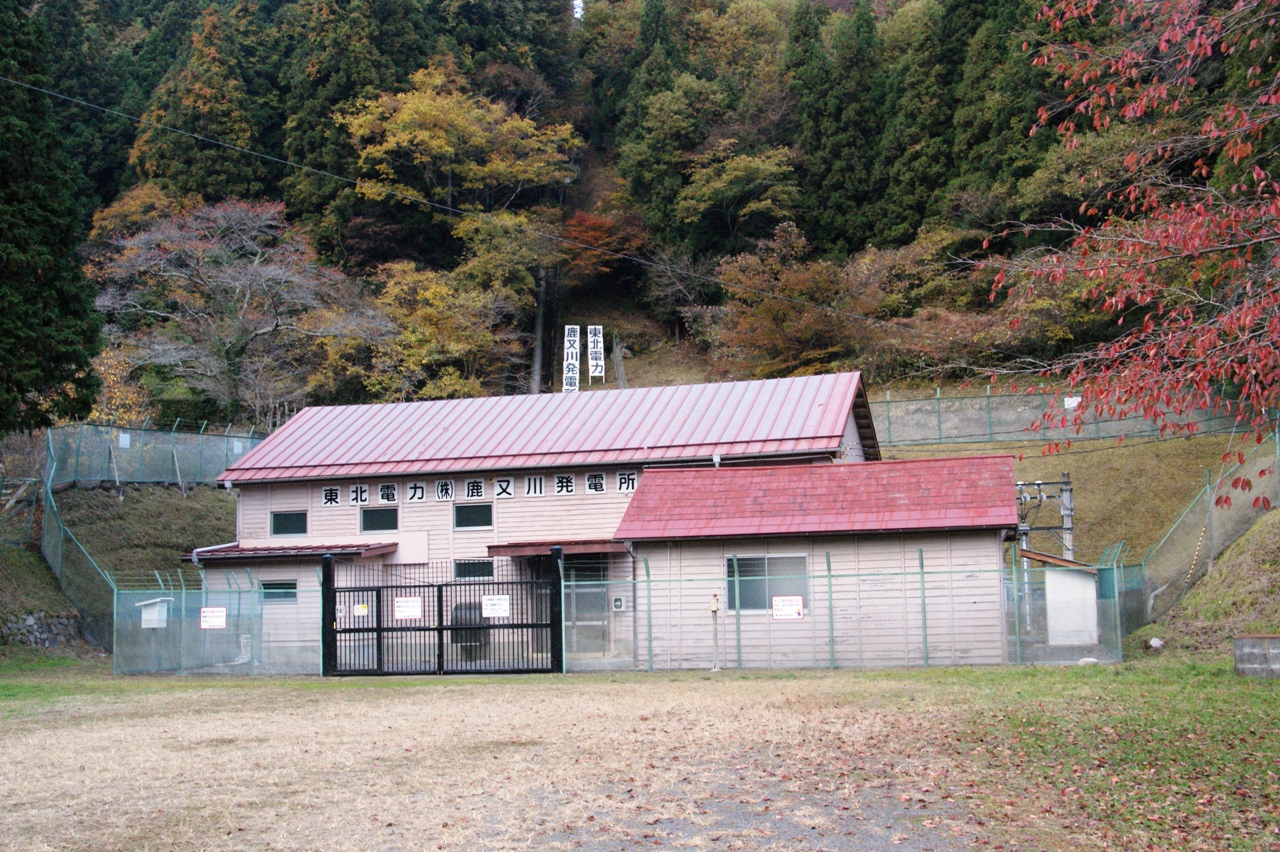
鹿又川発電所（いわき市）
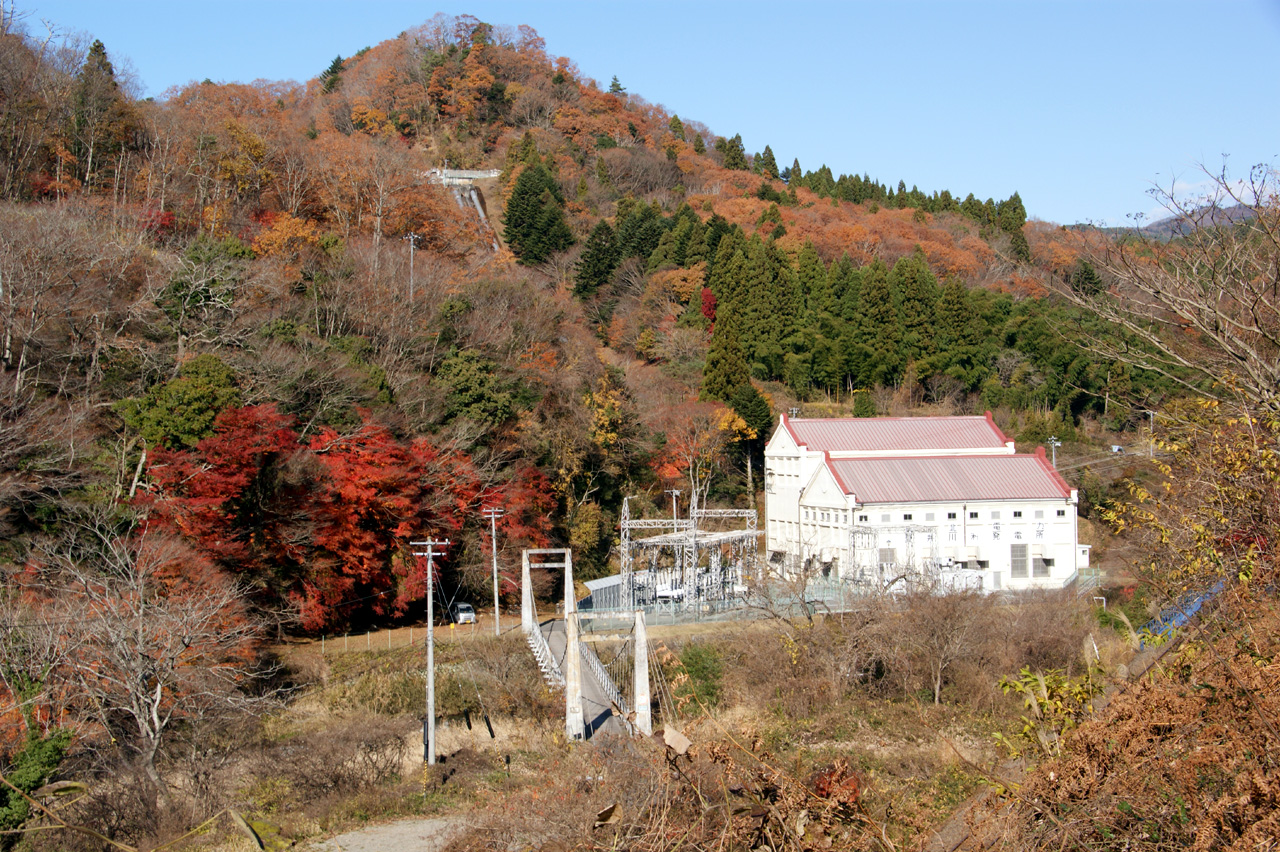
夏井川第一発電所（いわき市）
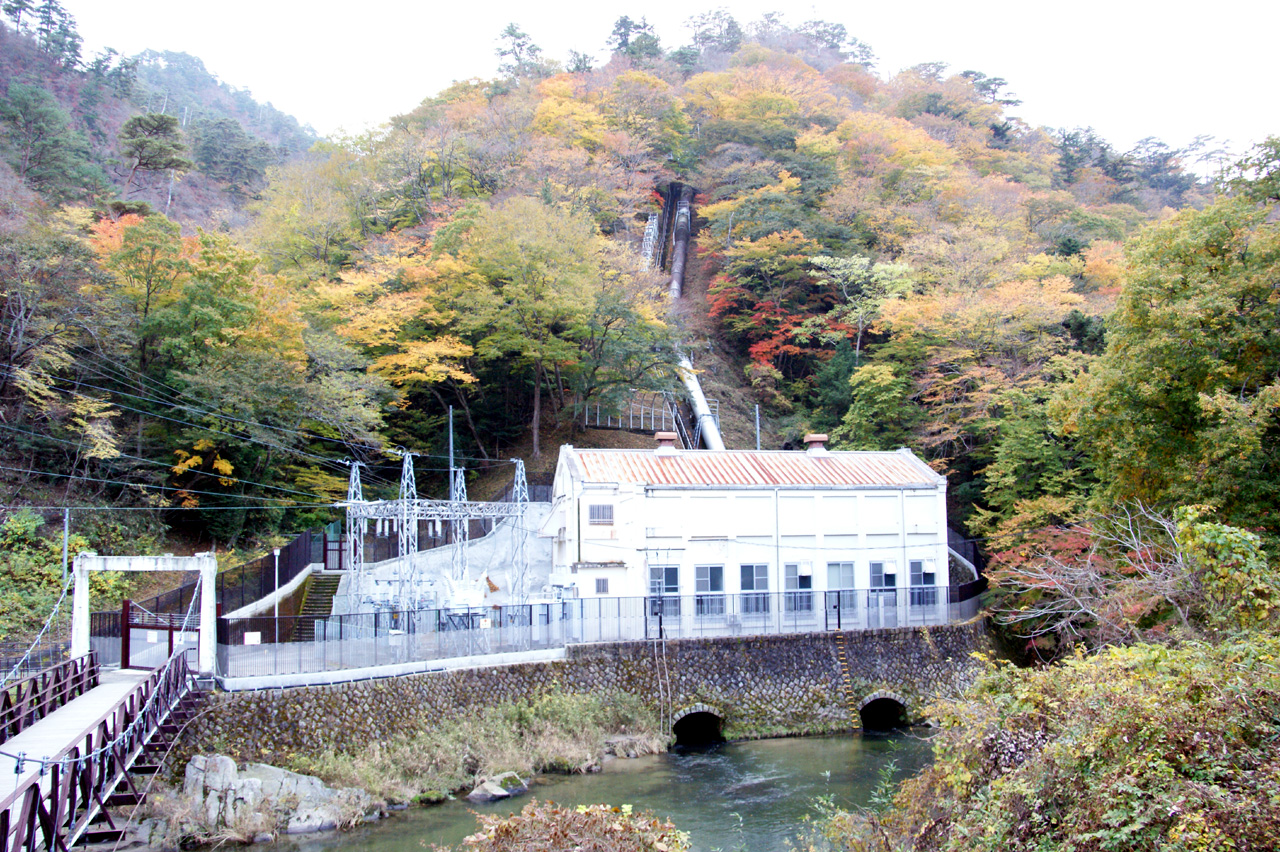
夏井川第二発電所（いわき市）
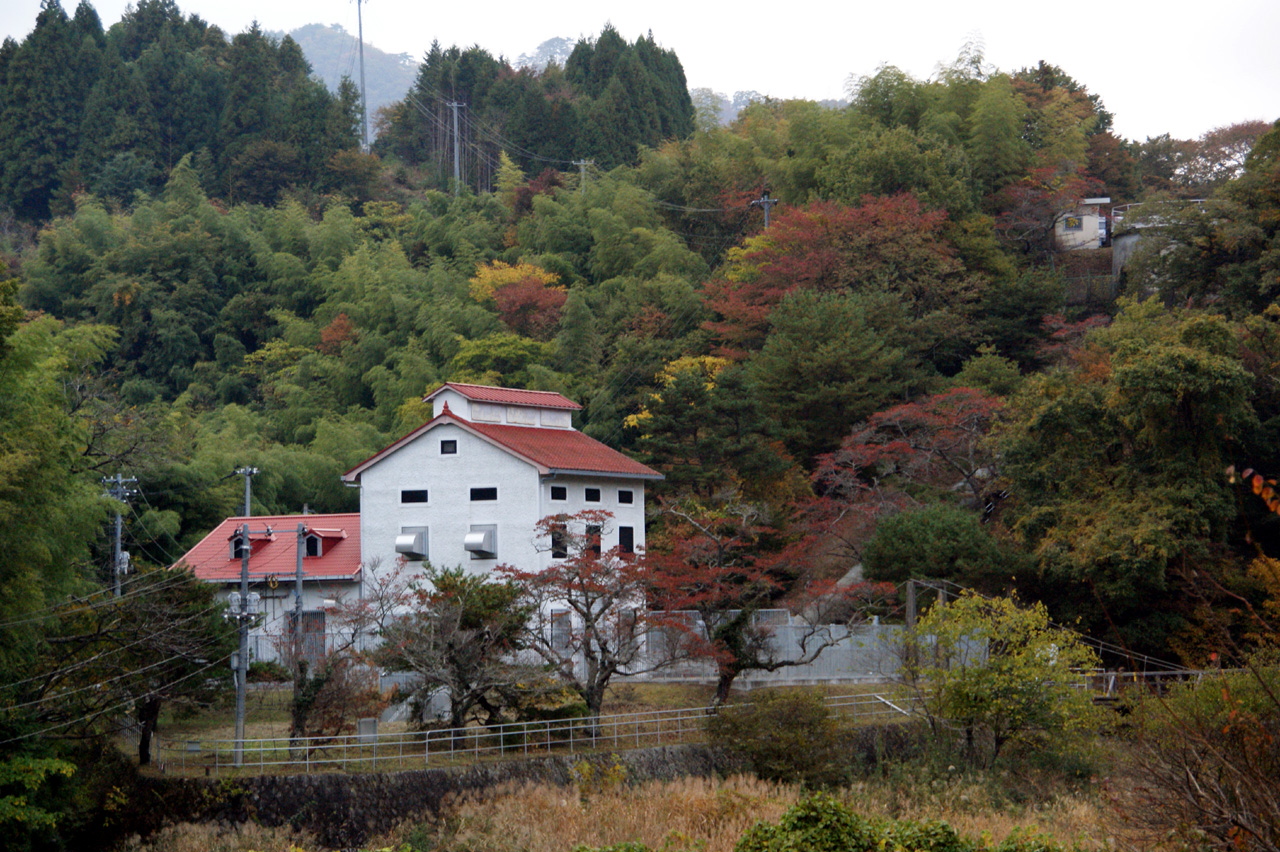
夏井川第三発電所（いわき市）
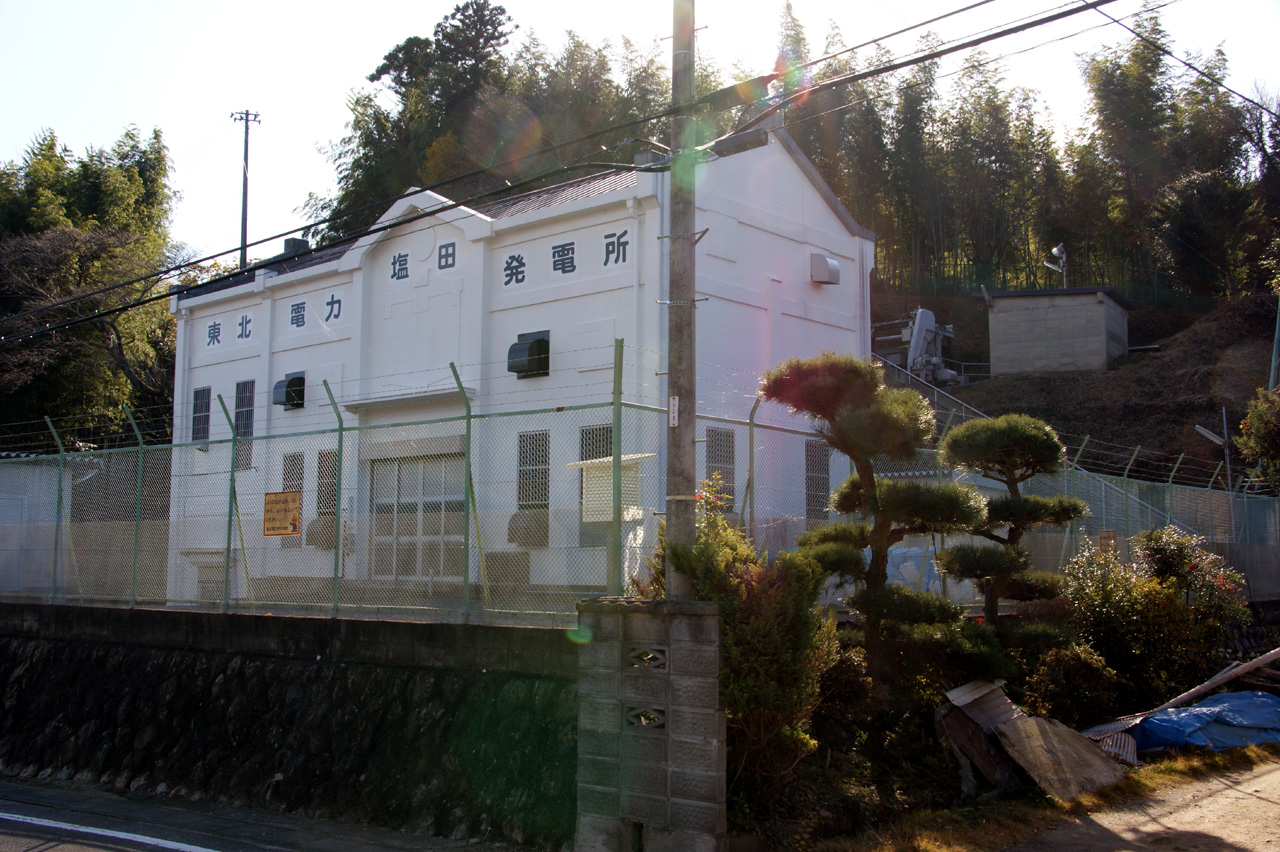
塩田発電所（いわき市）
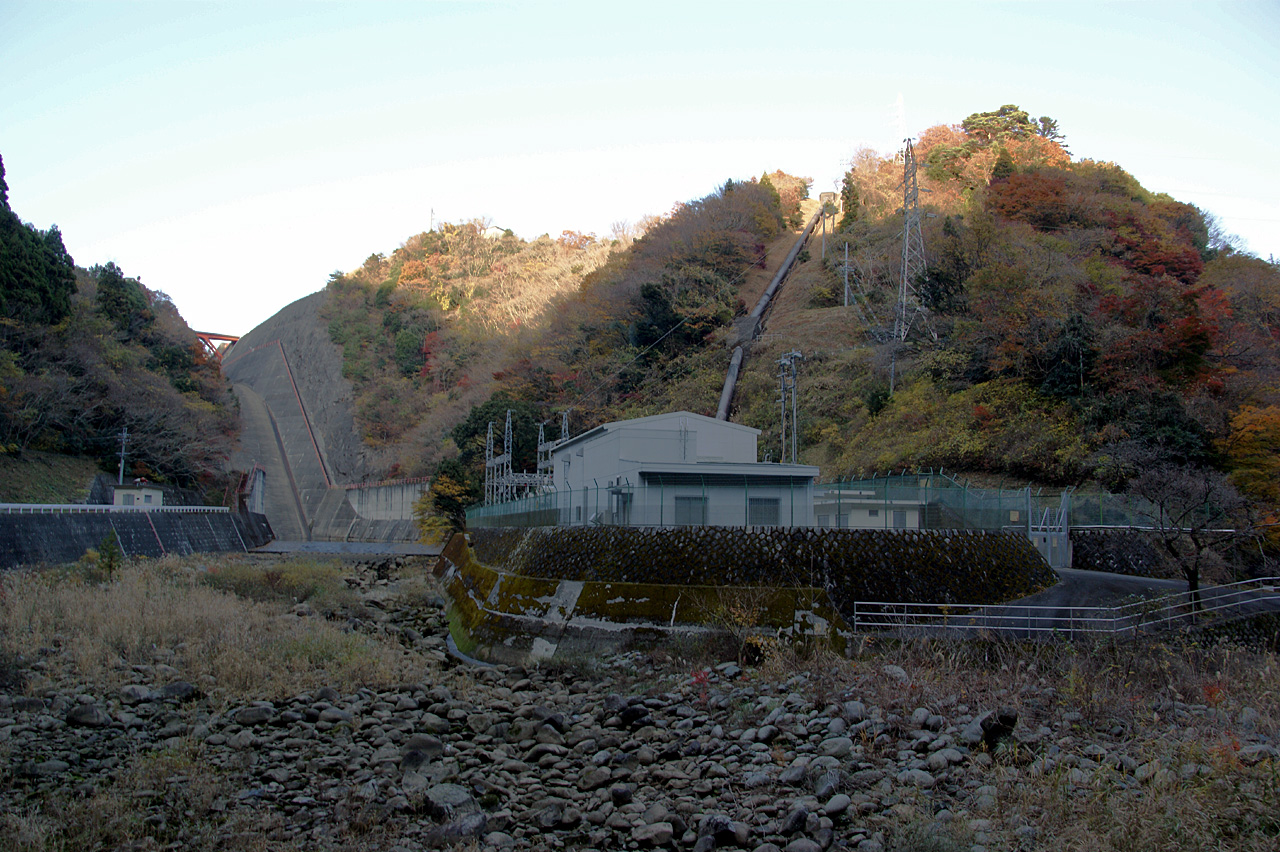
小川発電所（いわき市）
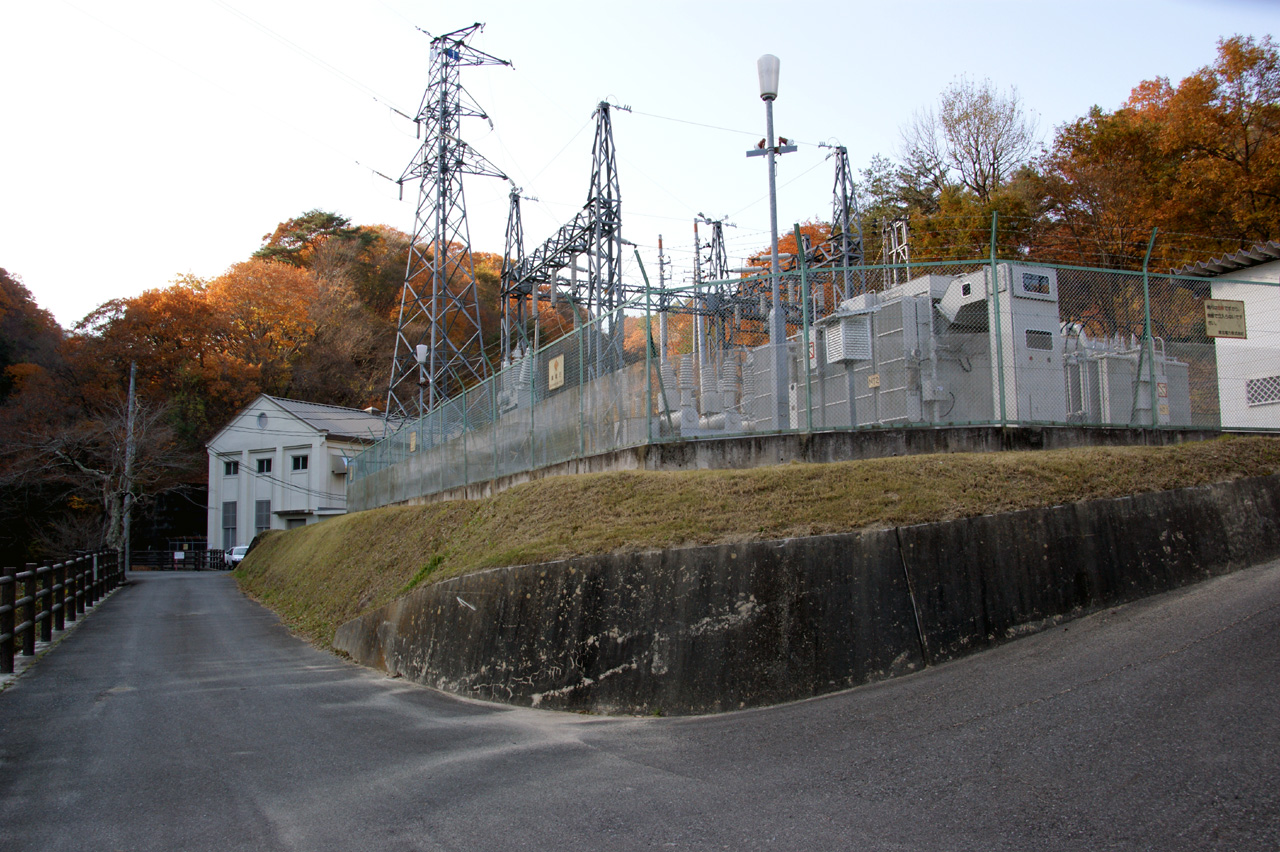
小玉川第一発電所（いわき市）
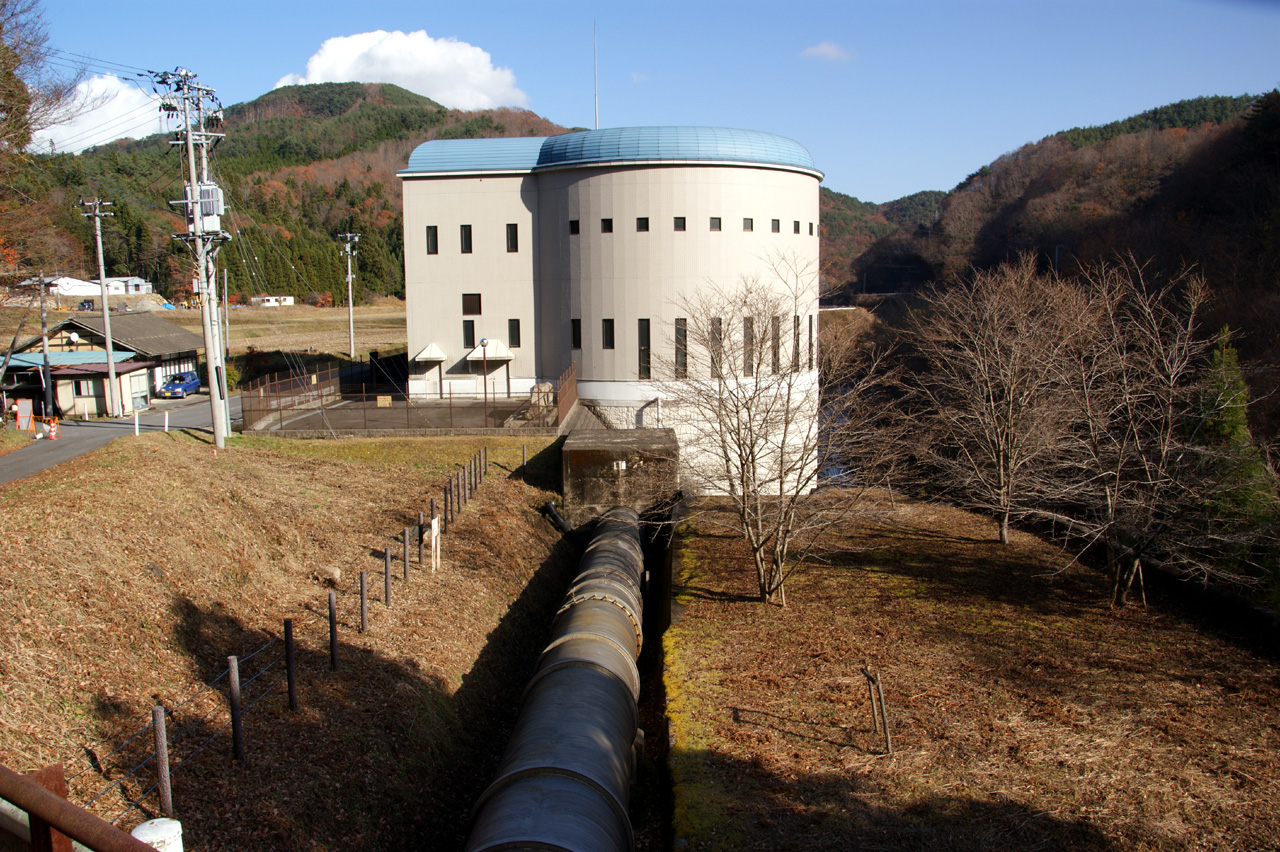
小玉川第二発電所（いわき市）

## 主な橋梁
いわき市
- 磐城舞子橋 - 福島県道382号豊間四倉線
- 六十枚橋 - 福島県道15号小名浜四倉線
- 夏井川橋 - 国道6号常磐バイパス
- 平大橋 - 国道399号（旧国道6号）
- 鎌田橋 - 一般市道010826号小山下鎌田町線（陸前浜街道）
- 平神橋 - 一級市道150037号塩紺屋町線
- 夏井川橋梁 - JR常磐線
- 平橋 - 一級市道150029号掻槌小路上柳生線
- 磐城橋 - 国道399号
- 久太夫橋 - 一級市道150028号北好間上平窪線
- 常磐夏井川橋 - 常磐自動車道
- 広畑橋 - 二級市道160109号前原迎川原線
- 三島小橋 - 福島県道135号三株下市萱小川線
- 第一夏井川橋梁 - JR磐越東線
- 小川橋 - 福島県道248号小川赤井平線
- 両郡橋 - 一級市道150012号上小川塩田線
- 新橋 - 一般市道080124号川古屋平石線
- 霜月橋 - 二級市道160009号苗畑軽井沢線
- 江田橋 - 一般市道080359号香後江田線
- 第二夏井川橋梁 - JR磐越東線
- 第三夏井川橋梁 - JR磐越東線
- 第四夏井川橋梁 - JR磐越東線
- 第五夏井川橋梁 - JR磐越東線
- 下の内橋 - 一般市道120042号前川原下之内線
- 向橋 - 一般市道120038号前川原中ノ萱線
- 川前橋 - 福島県道358号川前停車場上三坂線
- 第六夏井川橋梁 - JR磐越東線
- 宇根尻橋 - 福島県道358号川前停車場上三坂線
- 第七夏井川橋梁 - JR磐越東線
- 山下谷橋 - 一般市道120030号柿木平山下谷線
- 第八夏井川橋梁 - JR磐越東線

小野町
- 南田原井橋 - 磐越自動車道
- 磁沢橋 - 福島県道66号小名浜小野線
- 夏井川橋 - 磐越自動車道
- 原橋 - 二級町道北ノ内宮ノ前線
- 村木橋 - 一般町道浮内線
- 町屋橋 - 一般町道町屋線
- 樋橋 - 福島県道286号鴇子夏井停車場線
- 穴子橋 - 一般町道石ノ平穴子線
- 第九夏井川橋梁 - JR磐越東線
- 夏井橋 - 福島県道41号小野四倉線

田村市
- 貝谷大橋 - 福島県道36号小野富岡線・福島県道145号吉間田滝根線広瀬工区
- 貝谷橋 - 市道貝谷河原町線
- 大坂橋 - 福島県道19号船引大越小野線
- 落合橋 - 市道広瀬町大師前線
- 町裏橋 - 市道広瀬町殿里線
- 宮の前橋 - 市道宮ノ前仲寺線
- 八幡橋 - 市道小山崎線
- 小山崎橋 - 福島県道19号船引大越小野線
- 山寺橋 - 市道大橋小袋内線
- 八盃橋 - 市道大橋中広土線
- 赤沼橋 - 市道諏訪赤沼線
- 蟹内橋 - 市道蟹内橋線
- 新針湯橋 - 針湯蟹内2号線
- 針湯橋 - 市道針湯蟹内線
- 塙橋 - 市道宮ノ下塙線
- 宮ノ下橋 - 市道塙宮ノ下線
- 弥五郎内2号橋 - 市道樋ノ口線
- 弥五郎内橋 - 市道大橋中広土線
- 河原橋 - 市道中広土あたご山公園線
- あたご山橋 - 市道あたご山2号線
- 稲荷橋 - 市道大平11号線
- 大平4号橋 - 市道大平羽山線
- 大平3号橋 - 市道和貢大平線
- こもた橋 - 市道こもた橋大平橋線
- 大平1号橋 - 市道こもた橋大平橋線
- 入新田3号橋 - 福島県道359号神俣停車場川前線
- 入新田橋 - 市道入新田6号線